# Арнольд, Максимилиан
Максимилиан Арнольд (нем. Maximilian Arnold; род. 27 мая 1994, Риза, Мейсен) — немецкий футболист, полузащитник клуба «Вольфсбург».

## Клубная карьера
Максимилиан начинал свою карьеру в скромных клубах из своего родного региона. В 2006 году он перешёл в юниорскую команду дрезденского «Динамо», а три года спустя перебрался в «Вольфсбург». Его дебют в высшем немецком дивизионе состоялся 26 ноября 2011 года в матче против «Аугсбург». 13 апреля 2013 года Максимилиан забил свой первый гол в чемпионатах Германии в матче против «Хоффенхайма».
6 апреля 2016 года забил свой первый гол в Лиге чемпионов в ворота мадридского «Реала».

## Карьера в сборной
Максимилиан выступал за различные юношеские и молодёжные сборные Германии.
13 мая 2014 года стал одним из 12 футболистов, дебютировавших в главной сборной Германии в матче с Польшей (0:0).

## Статистика

### Клубная
| Клуб             | Сезон            | Лига | Лига | Кубок | Кубок | Еврокубки | Еврокубки | Итого | Итого |
| Клуб             | Сезон            | Игры | Голы | Игры  | Голы  | Игры      | Голы      | Игры  | Голы  |
| ---------------- | ---------------- | ---- | ---- | ----- | ----- | --------- | --------- | ----- | ----- |
| Вольфсбург       | 2011/2012        | 2    | 0    | 0     | 0     | —         | —         | 2     | 0     |
| Вольфсбург       | 2012/2013        | 6    | 3    | 1     | 0     | —         | —         | 7     | 3     |
| Вольфсбург       | 2013/2014        | 28   | 7    | 3     | 0     | —         | —         | 31    | 7     |
| Вольфсбург       | 2014/2015        | 21   | 4    | 3     | 0     | 7         | 0         | 31    | 4     |
| Вольфсбург       | Итого            | 57   | 14   | 7     | 0     | 7         | 0         | 71    | 14    |
| Всего за карьеру | Всего за карьеру | 57   | 14   | 7     | 0     | 7         | 0         | 71    | 14    |

## Достижения
Сборная Германии по футболу (до 21 года)
- Чемпион Европы среди молодёжи: 2017

«Вольфсбург»
- Обладатель Кубка Германии: 2014/15
- Обладатель Суперкубка Германии: 2015
- Серебряный призёр чемпионата Германии: 2014/15
- Чемпион Германии среди игроков до 19 лет: 2012/13